# 모리정 (오이타현)
모리정(森町)은 일본 오이타현 구스군에 설치되었던 정이다. 현재의 구스정의 일부에 해당한다.